# Gannett Peak

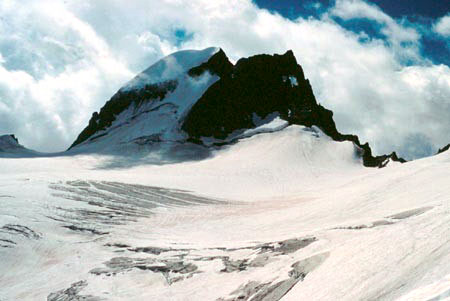

Gannett Peak – szczyt górski w Paśmie Wind River w Wyoming, najwyższy szczyt tego stanu (4207 m n.p.m.). Zlokalizowany jest 80 km na północny zachód od Lander, na grzbiecie wododziału kontynentalnego Ameryki. Wyłania się z pół lodowych Bridger-Teton National Forest. Od północy okala go lodowiec Gannett, od wschodu – Gooseneck. Po raz pierwszy na górę wspiął się w 1833 Benjamin Bonneville. Nazwa upamiętnia Henry’ego Gannetta.